# برونو وولكوفيتش
برونو وولكوفيتش (ولد في 10 مايو 1961 في باريس في الدائرة 11) ممثل فرنسي. من عائلة يهودية من بولندا  هو الابن الوحيد لخياط فخلال الحرب العالمية الثانية تم إخفاء والدته وعمه وجدته من قبل سكان قرية أرزينس.